# Фруктовий пиріг
Фруктовий пиріг (або фруктовий кекс або фруктовий хліб) (англ. Fruitcake, fruit cake) — солодкий борошняний кондитерський виріб, приготований з цукатами або сушеними фруктами, горіхами й спеціями, і, за бажанням, змочений спиртними напоями. У Сполученому Королівстві деякі збагачені версії можуть бути глазуровані та прикрашені.
Фруктові пироги зазвичай подають на святкування весілля та Різдва. Враховуючи їх багатий, насичений характер, фруктові пироги найчастіше споживають окремо, без доповнювачів, таких як масло або вершки.

## Історія

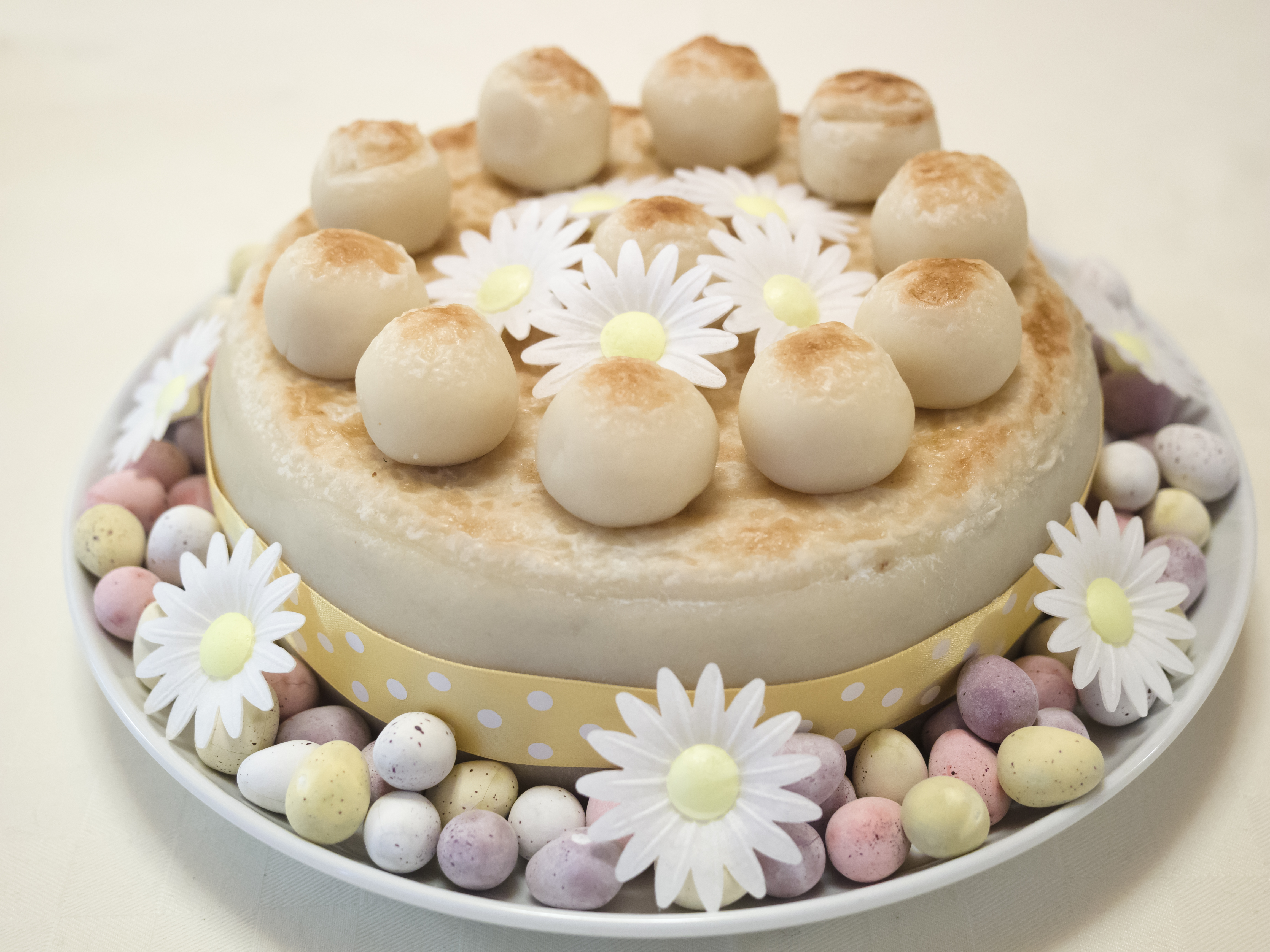
Традиційний великодній пиріг Сімнель

У найдавнішому рецепті Стародавнього Риму перераховані насіння граната, кедрові горіхи та родзинки, які змішували в ячмінну кашку. У середні віки додавали мед, спеції та консервовані фрукти.
Незабаром пироги поширилися по всій Європі. Рецепти дуже відрізнялися в різних країнах протягом віків, залежно від доступних інгредієнтів, а також (у деяких випадках) церковних правил, які забороняють використання масла, щодо дотримання посту. Папа Інокентій VIII (1432—1492) нарешті дозволив використовувати масло у письмовому дозволі, відомому як «Масляний лист» або Butterbrief у 1490 році, даючи дозвіл Саксонії використовувати молоко та масло у фруктових пирогах Штолен.
Починаючи з XVI століття, цукор з американських колоній (і відкриття того, що висока концентрація цукру може зберігати фрукти) створили надлишок цукатів, що зробило фруктові пироги доступнішими та популярними.
Англійський фруктовий пиріг XVII століття спочатку був на дріжджах, а ром і сухофрукти допомогли продовжити термін зберігання пирога.

## У різних країнах

### Австралія
В Австралії фруктовий пиріг їдять цілий рік, але найчастіше на Різдво, і його можна придбати у більшості великих торгових точок. Пиріг рідко подають глазурованим, часто його їдять з маслом, маргарином і заварним кремом.

### Багамські острови
На Багамах ромом поливають не тільки фруктовий пиріг, але й інгредієнти. Усі цукати, волоські горіхи та родзинки поміщають у закриту місткість і просочують найтемнішим сортом рому за 2 тижні до 3 місяців. Інгредієнти для пирога змішуються, і коли пиріг випікається, на нього поливають ром, поки він ще гарячий.

### Болгарія

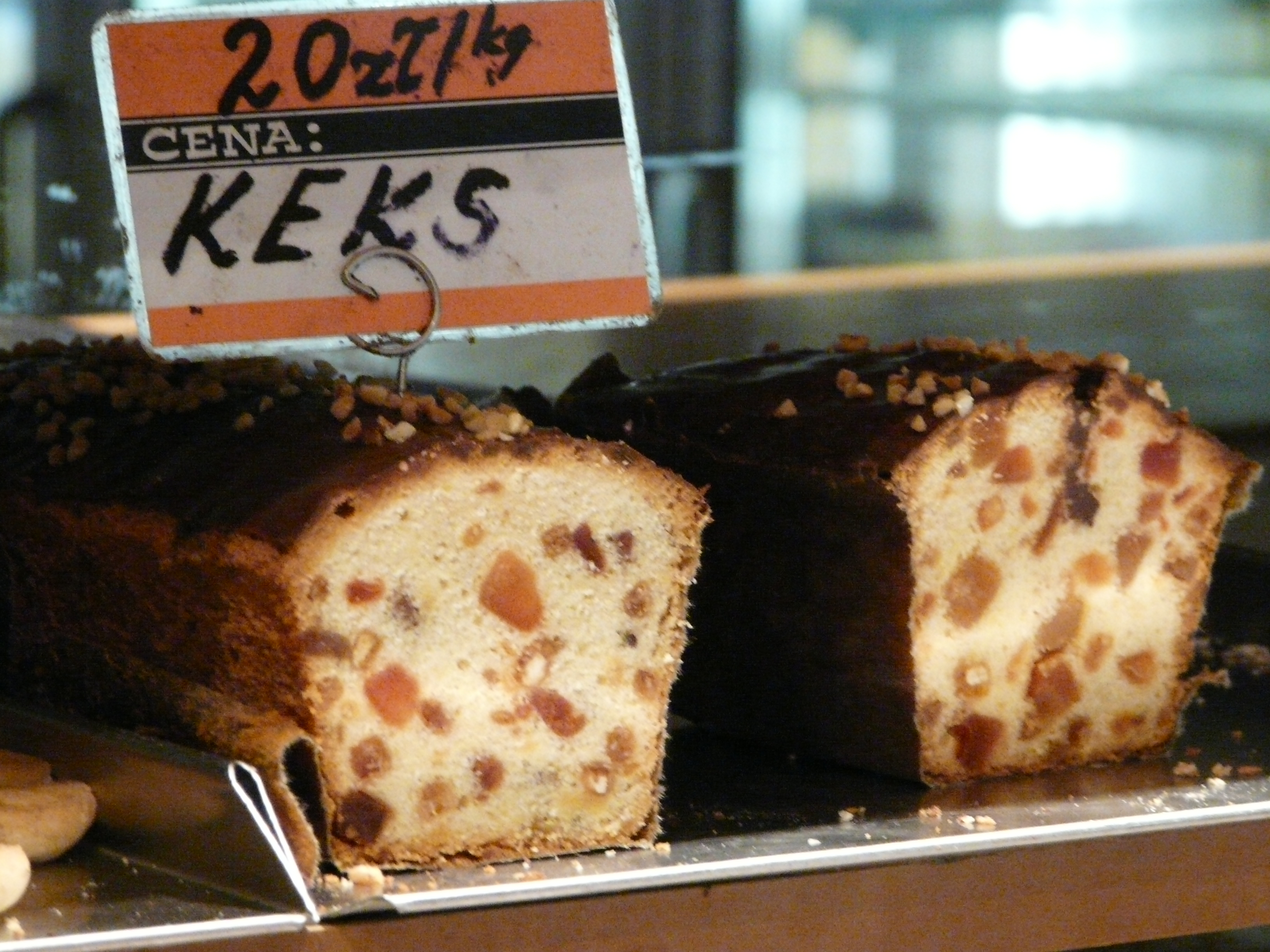
Кекс продається в магазині

У Болгарії звичайний фруктовий пиріг відомий як кекс (болг. кекс  [kɛks]), є домашнім і споживається протягом року. Рецепти кексу різні, але зазвичай він містить борошно, вершкове масло та/або олію, молоко, дріжджі, йогурт, яйця, какао, волоські горіхи та родзинки. Зазвичай його запікають на сковородах у стилі Бундта.
Існує також інший вид фруктової випічки, який готують на Великдень, відомий як козонак (болг. козунак  [козоˈнак]).

### Канада
Фруктовий пиріг зазвичай їдять в Канаді під час різдвяного сезону. В інші пори року його можна побачити рідко. Канадський фруктовий пиріг схожий за стилем на британську версію, як і в більшості країн Співдружності. Однак на пирогі рідко буває глазур, а в різдвяні пироги, які продаються, зазвичай не додають алкоголь. пироги мають форму невеликого буханця хліба і часто покриваються марципаном.
Найчастіше вживають темні, вологі та насичені різдвяні фруктові пироги, а білий різдвяний фруктовий пиріг рідше. Ці пироги зазвичай готують із середини листопада до початку грудня, коли погода починає прохолоджуватися. Вони є основним продуктом під час різдвяної вечері та подарунком, яким зазвичай обмінюються ділові партнери та близькі друзі/сім'я.

### Чилі
Пан де Паскуа — фруктовий пиріг, який традиційно їдять на Різдво та Хрещення.

### Франція
У Франції, як і в деяких інших неангломовних країнах, фруктовий пиріг називається gâteau aux fruits.

### Німеччина

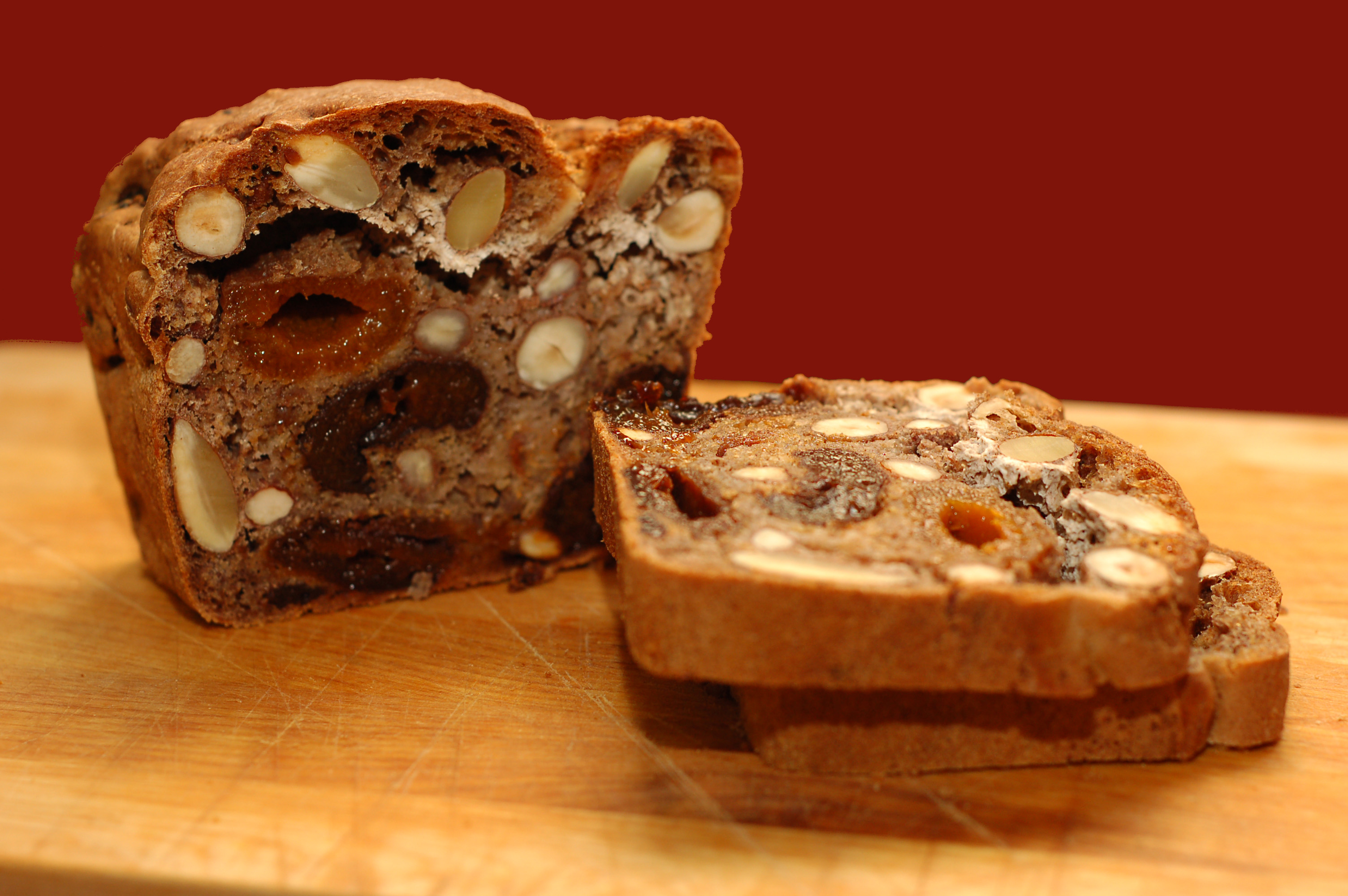
Німецький фруктовий хліб

У Німеччині випічка, яка відповідає опису фруктового кекса, зазвичай вважається не тістечком, а радше солодким хлібом.
Штолен має форму буханки й часто присипаний цукровою пудрою зовні. Зазвичай його готують на дріжджах, вершковому маслі, воді та борошні з додаванням цедри цитрусових, цукатів із цедри цитрусових, родзинок та мигдалю.
Найвідомішим штолленом є дрезденський штолен, який продається на дрезденському різдвяному ярмарку Штрицельмаркт. Офіційний дрезденський штолен, виготовлений лише 150 дрезденськими пекарями, має спеціальну печатку із зображенням курфюрста Августа II Сильного.
У Бремені на Різдво традиційно продають і їдять місцевий фруктовий пиріг під назвою клабен. Бременський клабен — різновид штоллену, який після випічки не посипають цукровою пудрою. І Дрезденський штолен і бременський клабен є захищеними географічними зазначеннями.
У Південній Німеччині та в Альпійському регіоні фруктовий хліб (також званий Berewecke, Birnenbrot, Hutzenbrot, Hutzelbrot, Kletzenbrot, Schnitzbrot або Zelten) — це солодкий темний хліб, випечений з горіхами та сухофруктами, наприклад абрикосами, інжиром, фініками, сливами тощо.

### Індія
Фруктовий пиріг — це насичений щільний пиріг із сухими фруктами та горіхами, приправлений спеціями, який зазвичай готують на Різдво. В Індії це можна знайти всюди під час різдвяного сезону, хоча воно також доступне протягом усього року.

### Ірландія

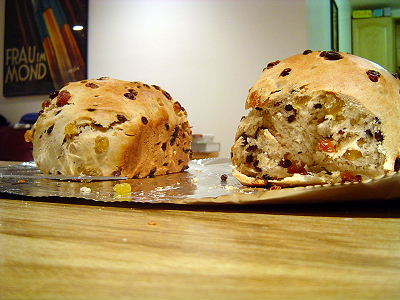
Ірландський бармбрек

В Ірландії на Геловін їдять різновид солодкого хліба під назвою бармбрек. Пиріг містить різні предмети, такі як кільце або дрібну монету, кожна з яких означає різне багатство для людини, яка її знайде.

### Італія

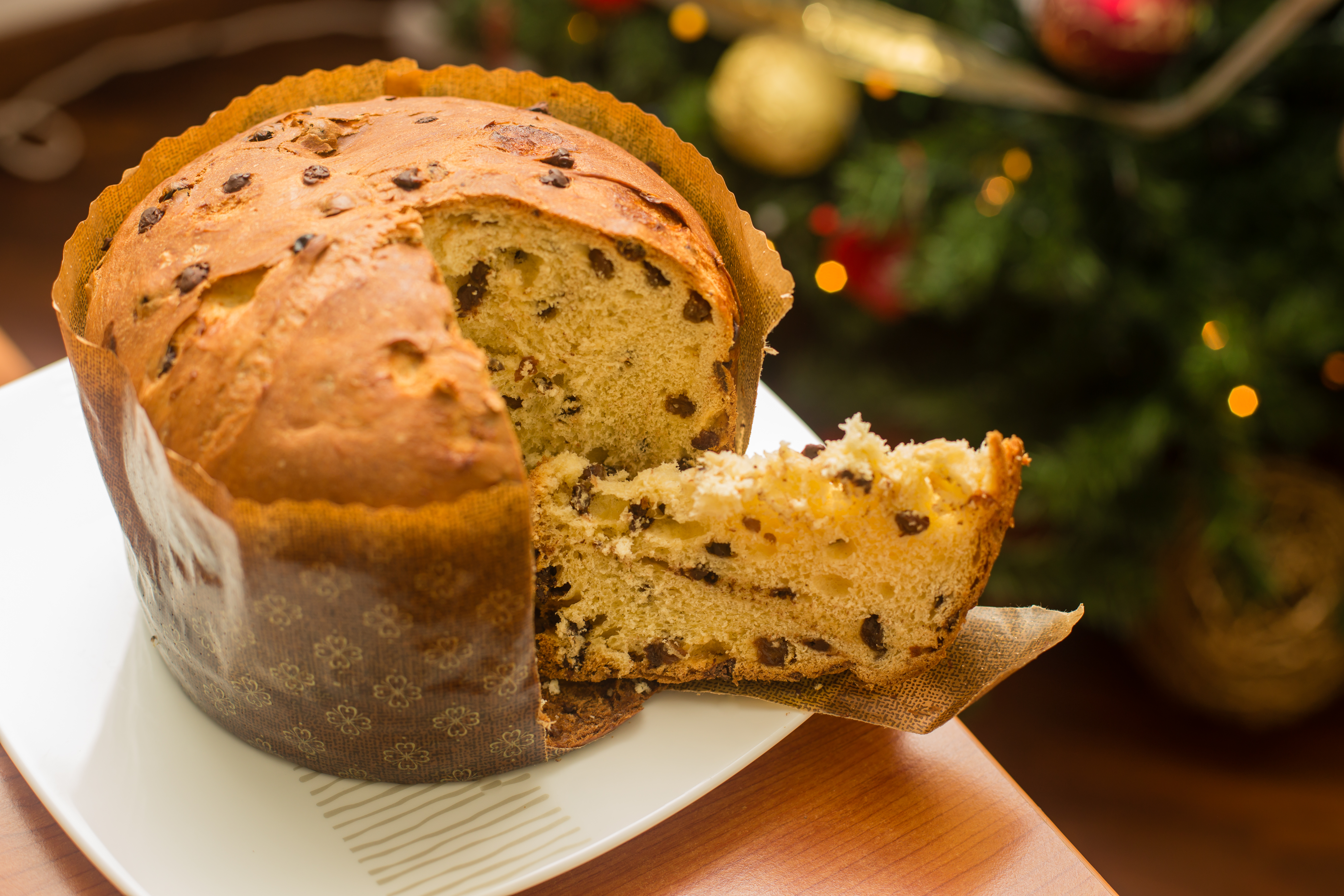
Італійський панетоне — це фруктовий пиріг на дріжджах

Панфортe — жувальний, щільний тосканський фруктовий пиріг, який бере свій початок у Сієні XIII століття. Панфорте сильно присмачують спеціями (панфорте означає «міцний хліб») і запікають у неглибокій формі. Генуезький фруктовий пиріг, нижчий, щільніший, але все ще розсипчастий сорт, називається пандольче («солодкий хліб»).
Існують різні типи фруктових пирогів з регіону Емілія-Романья, більшість з яких темні та приправлені великою кількістю цукатів і горіхів. Чертозіно з Болоньї — це круглий пиріг, схожий на панфорте, але з китайськими спеціями та різними цукатами, розрізаними на половинки, що прикрашають верх; для більш насиченого смаку в тісто часто додають чорний шоколад. Чертозино низький і дуже щільний. Паноне, яке виробляють у більшості регіонів Емілії, схоже на чертозіно, але має легше, пухке тісто та цукати всередині кекса, а не як прикрасу. Панпепато з Феррари має тісто, схоже на паноне, але має вищий вміст імбиру, що надає йому майже пряничного смаку. Цукати часто не зустрічаються, а замість цього є висока концентрація горіхів у тісті, весь пирог часто покритий чорним шоколадом.
Ґубана — це різдвяний/святковий пиріг із регіону Фріулі-Венеція-Джулія, зокрема з району Чівідале-дель-Фріулі. Це пиріг з дріжджового тіста з горіхами, сухофруктами, цукром і граппою, який потім скручується в наповнену спіраллю трубку, яка потім скручується у формі троянди або мушлі равлика. Ґубану часто їдять із лікером (сливовицею або граппою) у святковий сезон. Він поєднує в собі італійські, фріульські та словенські смаки та стилі приготування, щоб зробити унікальну солодкість.
Панетоне — міланський солодкий хліб (широко доступний по всій Італії та багатьох інших країнах), який подається на Різдво, традиційно наповнений сушеними та цукатами, консистенція хліба схожа за консистенцією на ірландський барм.

### Нова Зеландія
Фруктові пироги прибули до Нової Зеландії разом із першими поселенцями з Британії. До 1960-х років фруктовий пиріг, як правило, готували в домашніх умовах, але з того часу він став широко доступним у продажу в різних стилях. Світлий фруктовий пиріг часто продається як тенісний пирог або легкий фруктовий пиріг цілий рік.
Більшість новозеландських весільних тортів — це гарно глазуровані та прикрашені фруктові пироги, часто висотою в кілька ярусів. Найбільше фруктового пирога їдять у різдвяний період. Він темний, насичений і зроблений з багатьох сушених фруктів. Для домашньої випічки можна використовувати бренді або херес для покращення смаку, а не як консервант. Вони можуть бути квадратними або круглими, з глазур'ю або без. Різдвяний пиріг зазвичай просто прикрашають різдвяною сценою або написом Merry Christmas.

### Польща

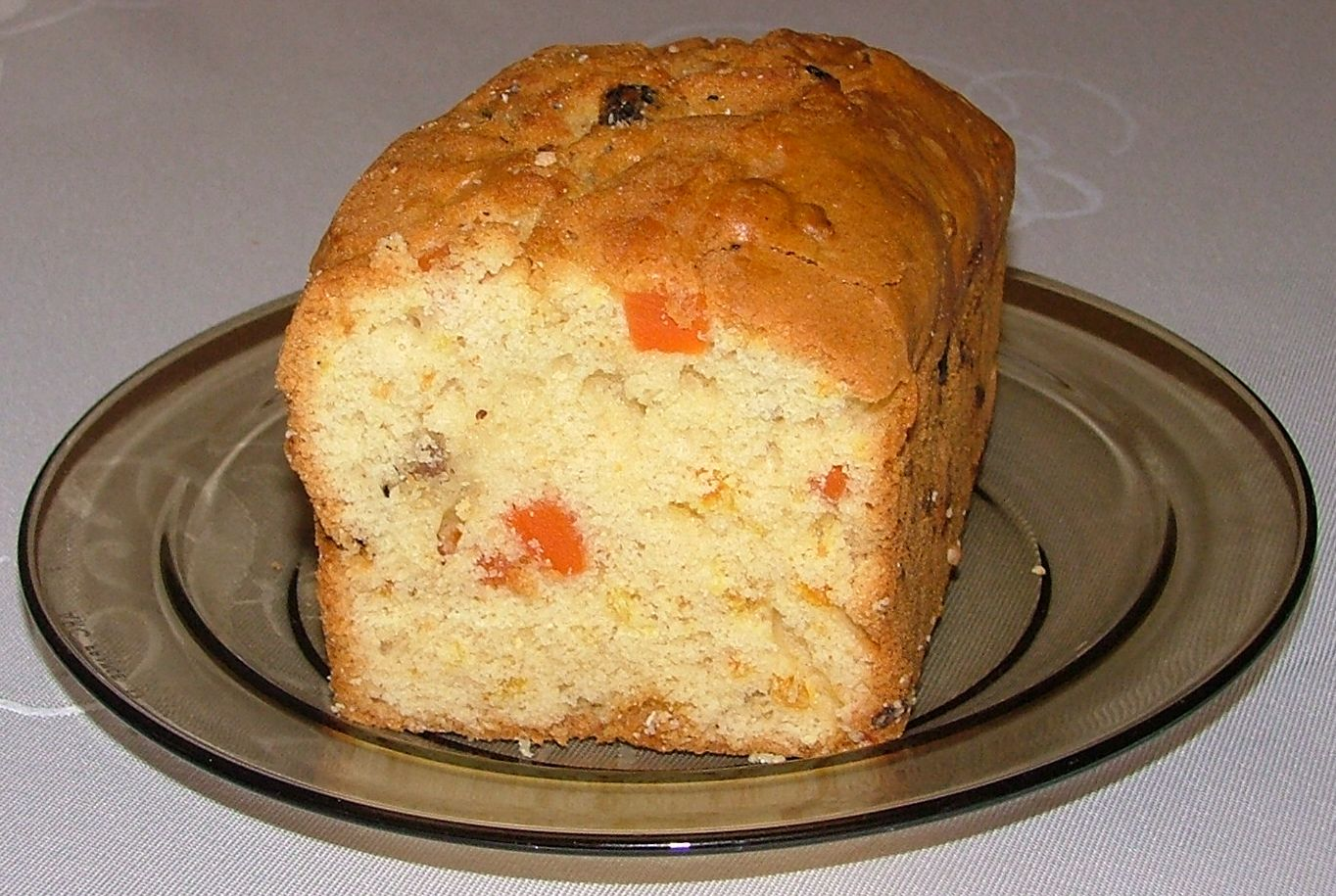
Польський кекс

Кекс — традиційний фруктовий пиріг, який їдять під час Різдва. Це бісквіт у формі буханця зі значним вмістом горіхів, родзинок, інжиру та цукатів.

### Португалія
Попри французьке походження, пиріг волхвів є традиційним фруктовим кексом, яким насолоджуються під час Різдва, і основним десертом у будь-якому португальському домі під час свят. У комплект входить характерна квасоля, і, згідно з традицією, той, хто знайде боби, повинен заплатити за пиріг наступного року.

### Швейцарія
Бірненброт — щільний солодкий швейцарський фруктовий пиріг з цукатами та горіхами.

### Англомовні Кариби
Так званий ромовий пиріг є традиційною частиною святкування Різдва в англійських країнах Карибського басейну. пирог містить велику кількість фруктів, рому/вина і стає заповітним різдвяним частуванням, яке споживають і роздають між Різдвом і Новим роком. Фрукти, вино та ром готуються тижнями, іноді місяцями вперед, і походять від англійського різдвяного пудингу, і можуть бути досить дорогими. Він дуже відрізняється від північноамериканського фруктового пирога.

### Велика Британія

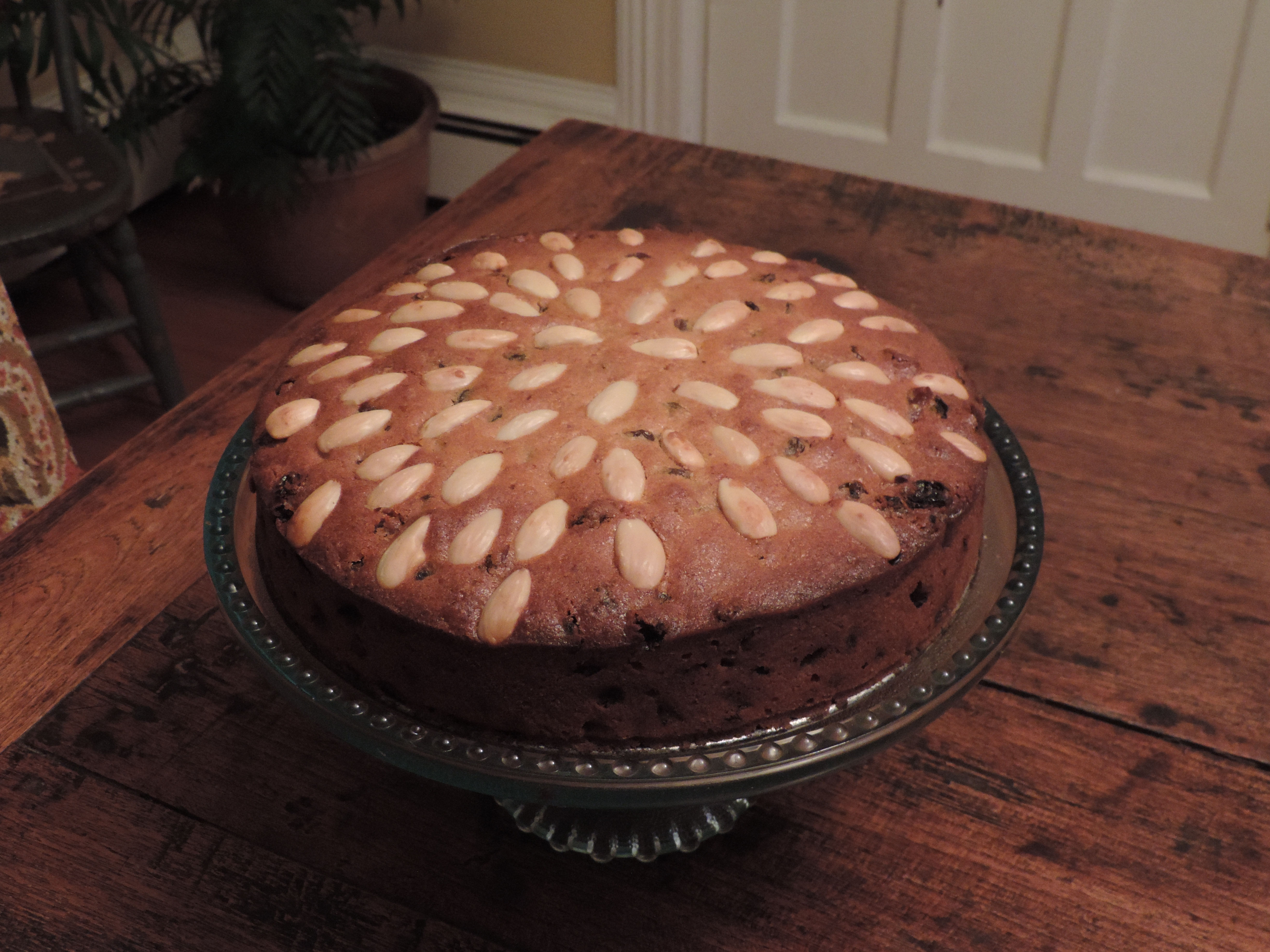
Кекс Данді

У Великій Британії готують різні види фруктових пирогів: від надзвичайно легких до насичених і вологих.
Традиційний різдвяний торт — це круглий фруктовий пиріг, покритий марципаном, а потім білою королівською або помадною глазур'ю. Їх часто додатково прикрашають сніговими сценами, листям падуба та ягодами (справжніми чи штучними), або крихітними декоративними малинівками чи сніговиками. Традиційно такий пирог подають на весіллях як частину десерту.
У Йоркширі його часто подають із сиром. Фруктові пироги у Сполученому Королівстві часто містять смородину та глазуровану вишню, прикладом цього типу є Генуезький кекс. Різновид фруктового кексу виник у Шотландії, кекс Данді, який отримав свою назву від мармеладу Кейллера. Він не містить глазурованих вишень, але прикрашений мигдалем.
Фруктовий пиріг історично називали сливовим пирогом (Plum cake) в Англії приблизно з 1700 року.

### Сполучені Штати

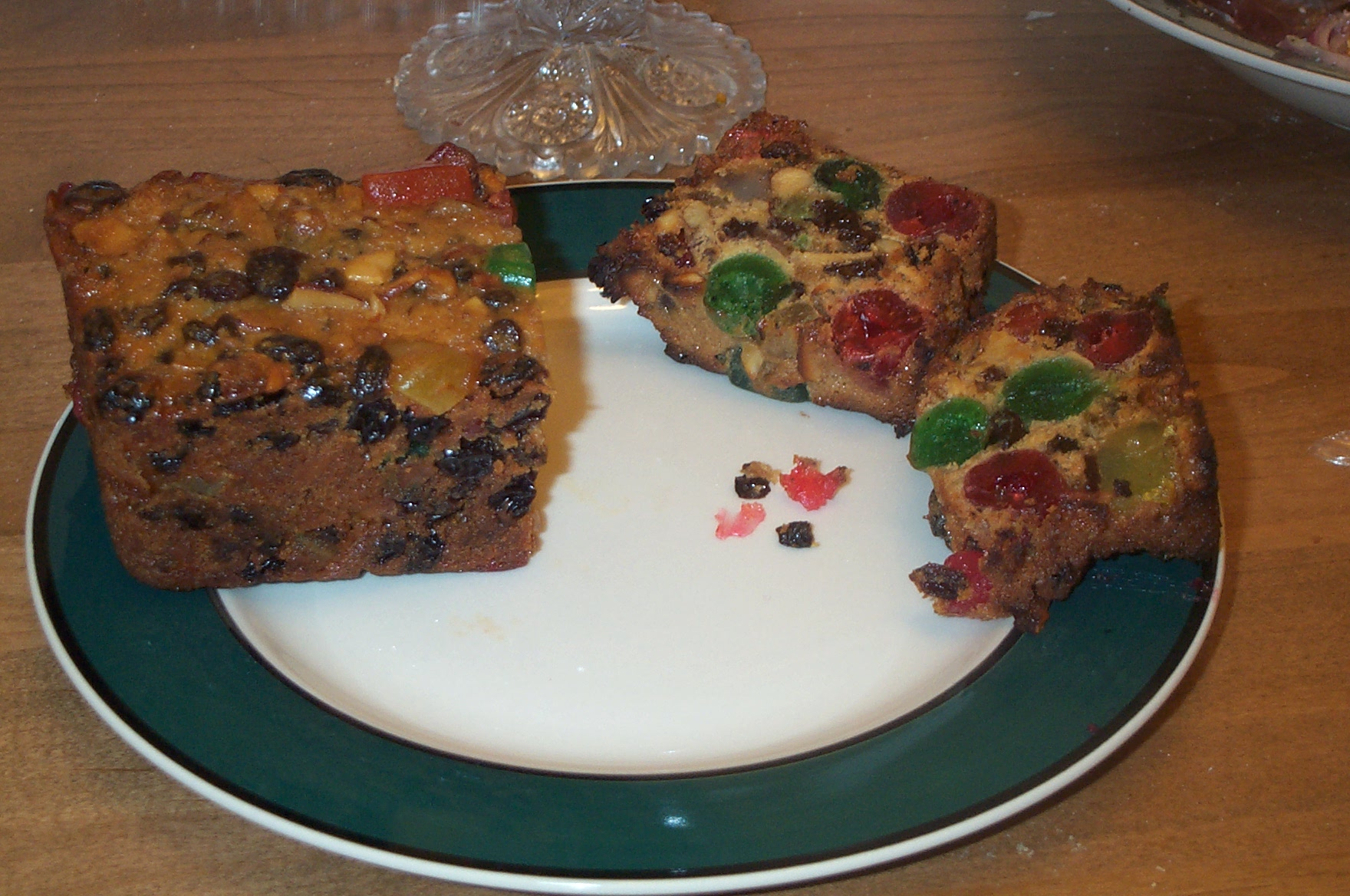
Традиційний американський фруктовий пиріг з фруктами та горіхами.

Типові американські фруктові пироги багаті фруктами та горіхами.
В Америці замовлення фруктових пирогів поштою почалося в 1913 році. Деякі відомі американські пекарі фруктових пирогів включають Collin Street Bakery в Корсикані, Техас, і The Claxton Bakery в Клакстоні, Джорджія. І Collin Street, і Claxton є південними компаніями, які мають недорогий доступ до великої кількості горіхів, для яких у 1935 році було введено вислів «горіховий, як фруктовий пиріг». Комерційні фруктові пироги часто продаються благодійними організаціями з каталогів для збору коштів.
Більшість американських фруктових пирогів масового виробництва не містять алкоголю, але ті, що виготовляються за традиційними рецептами, насичені лікерами чи бренді та покриті цукровою пудрою, що запобігає утворенню цвілі. Постільна білизна, просочена коньяком (або вином), можна використовувати для зберігання фруктових кексів, і деякі люди вважають, що фруктові кекси стають кращими з віком. 
У Сполучених Штатах фруктовий пиріг став висміяним десертом, частково через масове виробництво недорогих тістечок сумнівного віку. Дехто пояснює початок цієї тенденції ведучим The Tonight Show Джонні Карсоном. Він жартував, що насправді існує лише один фруктовий пиріг у світі, який передається від родини до родини. Після смерті Карсона традиція була продовжена з «The Fruitcake Lady», яка виступала в шоу та висловлювала свої думки щодо «фруктового пирога». Насправді фруктовий пиріг був предметом жартів у телевізійних програмах, таких як «Батько знає краще» та «Шоу Донни Рід», за багато років до дебюту «Сьогоднішнього шоу», і, схоже, вперше став оскверненим кондитерським виробом на початку XX століття, про що свідчить мультфільми Warner Brothers.
З 1995 року в Маніту-Спрінгс, штат Колорадо, щороку в першу суботу січня проводиться Велике жеребкування фруктових пирогів. «Ми заохочуємо використання перероблених фруктових кексів», — говорить Леслі Льюїс з торгової палати Manitou Springs. Рекорд Great Fruitcake Toss становить 1420 футів. Він був встановлений у січні 2007 року групою з восьми інженерів Boeing, які побудували «Omega 380», макет артилерійської установки, що працює на стисненому повітрі, що накачується велотренажером.

## Термін придатності
Якщо фруктовий пиріг містить велику кількість алкоголю, він може зберігатися протягом багатьох років. Наприклад, фруктовий пиріг, випечений у 1878 році, зберігається як реліквія сім'ї в Текумсе, штат Мічиган; з 2019 року берегинею пирога є праправнучка пекаря. Загортання пирога в змочену спиртом тканину перед зберіганням є одним зі способів продовжити термін його зберігання. 
106-річний фруктовий пиріг, виявлений у 2017 році Антарктичним фондом спадщини, був описаний як «у чудовому стані» та «майже» їстівний.